# Międzynarodowe Centrum Kultury
Międzynarodowe Centrum Kultury – instytucja kultury istniejąca od 1991 roku w kamienicy „Pod Kruki” przy Rynku Głównym w Krakowie. Jej działalność skupia się na wielowymiarowym podejściu do dziedzictwa kulturowego. Hasła wywoławcze instytucji to: dorobek cywilizacji europejskiej, wielokulturowość Europy Środkowej, tożsamość i pamięć historyczna, dialog kultur i społeczeństw, ochrona zabytków, polityka kulturalna, fenomen miasta historycznego, a także geneza i rozwój nowoczesnej sztuki.

## Historia
MCK zainaugurowało działalność 29 maja 1991 r. podczas odbywającej się w Krakowie Konferencji Bezpieczeństwa i Współpracy w Europie (KBWE), na której po raz pierwszy po upadku Żelaznej Kurtyny przedstawiciele państw Wschodu i Zachodu debatowali o sprawach kultury i dziedzictwa. MCK było pierwszą instytucją kultury nowej generacji założoną w Polsce – z inicjatywy pierwszego niekomunistycznego rządu Tadeusza Mazowieckiego – po przełomie roku 1989, na której siedzibę wybrano Kraków. Wybór nie był przypadkowy, gdyż od dwustu lat Kraków jako ważna metropolia europejska stanowi laboratorium myśli o dziedzictwie. Położenie w centrum Krakowa, a zarazem w sercu Środkowej Europy, ułatwia realizację misji polegającej na wspieraniu kulturalnej integracji Europy i ochrony jej dziedzictwa kulturowego.

## Dyrektorzy
- Jacek Purchla (1991–2017)
- Agata Wąsowska-Pawlik (od 2018)

## Główne pola działalności
MCK działa na dwóch płaszczyznach, kierując swój przekaz z jednej strony do lokalnej publiczności i turystów, którzy są głównymi odbiorcami wystaw i programów edukacyjnych, ale przede wszystkim do wyspecjalizowanych instytucji, badaczy, ekspertów i polityków, którzy na forum międzynarodowym tworzą strategie wobec kultury i dziedzictwa. Poprzez członkostwo w licznych sieciach kulturalnych i obecność w różnych gremiach MCK reprezentuje głos Polski w międzynarodowej debacie nad problematyką dziedzictwa kulturowego, a jednocześnie przygotowuje i angażuje miejscową publiczność do udziału w tej debacie. MCK realizuje swoją misję w Krakowie i dla Krakowa, ale jednocześnie ponad granicami dla Polski i Europy Środka.
MCK jest narodową instytucją kultury o charakterze naukowo-badawczym, edukacyjnym i informacyjnym. Działający w jej strukturach Instytut Dziedzictwa Europejskiego we współpracy z zagranicznymi partnerami realizuje międzynarodowe projekty badawcze, organizuje konferencje i seminaria będące wynikiem międzynarodowej aktywności, prowadzonych badań i gromadzonej przez lata wiedzy, a także prowadzi jedną z najnowocześniejszych specjalistycznych bibliotek z zakresu dziedzictwa kulturowego w Polsce. Działalność edukacyjna obejmuje towarzyszące wystawom programy dla dzieci i młodzieży, autorskie projekty dla szkół, międzynarodowe kursy letnie, seminaria badawcze i studia podyplomowe. Wielojęzyczne książki i albumy wydawane nakładem MCK pozwalają dotrzeć nie tylko do polskich, ale też zagranicznych czytelników, natomiast program wystawienniczy Galerii MCK zaznajamia publiczność z szerokim spektrum światowej sztuki i architektury. Hasłem wywoławczym działalności MCK jest interdyscyplinarność. Działa na wielu polach, łączy różne punkty widzenia, korzysta z dorobku wielu dziedzin, by w sposób jak najbardziej szeroki, a równocześnie spójny i obiektywny móc dzielić się wiedzą z zakresu dziedzictwa kulturowego w wymiarze uniwersalnym.

## Wystawy
Organizowane przez MCK w Galerii Międzynarodowego Centrum Kultury wystawy przybliżają publiczności najistotniejsze zjawiska ze świata sztuki i architektury, zwłaszcza XIX i XX w. Program Galerii MCK skupia się na dorobku kultur Europy Środkowej, ale organizowane są również wystawy sztuki europejskiej, a także reprezentującej inne kontynenty, m.in. Amerykę, Azję i Australię. Galeria prezentuje malarstwo, grafikę, fotografię, rzeźbę, plakat oraz projekty architektoniczne.
W Galerii MCK oglądać można wystawy monograficzne i przekrojowe, pokazuje osobowości, tendencje i kolekcje. W programie wystawienniczym obecne są stałe cykle: sztuka awangardy i wczesnego modernizmu pierwszej połowy XX w., polscy artyści tworzący za granicą, laureaci grand prix Międzynarodowego Triennale Grafiki w Krakowie, mistrzowskie grafiki ze zbiorów Gabinetu Rycin i Biblioteki Polskiej Akademii Umiejętności, fotografia XX w., wybitni architekci pierwszej połowy XX w.

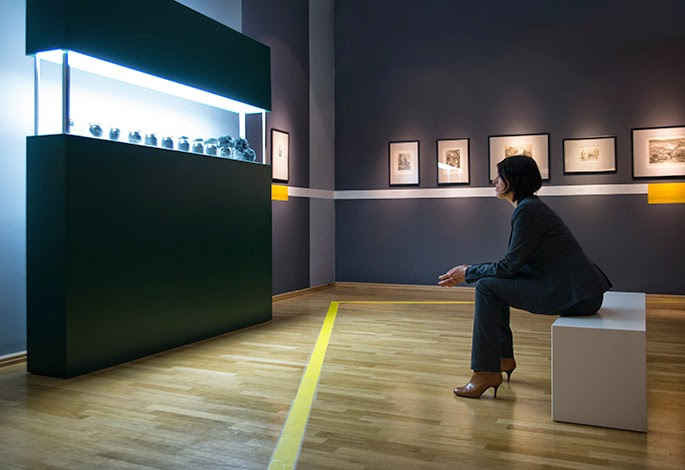
Hodowla, 2010 Rogaliński, Praca kobiety nigdy się nie kończy, Międzynarodowe Centrum Kultury w Krakowie, 2013

## Konferencje
Organizacja specjalistycznych, interdyscyplinarnych konferencji i seminariów o zasięgu międzynarodowym łączy się bezpośrednio z realizowaną przez MCK misją badawczą. Ich tematyka oscyluje wokół zagadnień związanych z szeroko pojętym dziedzictwem kulturowym. Wiele z nich realizowana jest we współpracy z zagranicznymi organizacjami i instytucjami partnerskimi, m.in. z Radą Europy, Europa Nostra, Międzynarodową Radą Ochrony Zabytków (ICOMOS), Zentralinstitut für Kunstgeschichte w Monachium, Riksantikvaren Directoriate General for Cultural Heritage w Oslo, Indian National Trust for Art and Cultural Heritage (INTACH) w New Delhi, a także instytutami kultury i placówkami dyplomatycznymi. Odbywają się nie tylko w przestrzeniach kamienicy „Pod Kruki”, ale także za granicą, m.in. w Barcelonie, Sankt Petersburgu czy Jerozolimie.

## Badania
Misję badawczą MCK realizuje Instytut Dziedzictwa Europejskiego, który inicjuje badania nad dziedzictwem kulturowym, a także występuje w charakterze partnera w badaniach międzynarodowych. Szczególny nacisk kładzie na państwa członkowskie Grupy Wyszehradzkiej oraz kraje sąsiadujące z Polską.
IDE koordynuje m.in. powołany przez Ministerstwo Kultury i Dziedzictwa Narodowego program stypendialny Thesaurus Poloniae, który adresowany jest do zagranicznych badaczy zajmujących się kulturą, historią oraz wielokulturowym dziedzictwem dawnej i współczesnej Rzeczypospolitej, a także szeroko rozumianą Europą Środkową.

## Działalność w sieciach kulturalnych
Działalność MCK opiera się na współpracy z zagranicznymi partnerami – organizacjami, instytucjami, badaczami i specjalistami. Poprzez członkostwo w sieciach kulturalnych i międzynarodowych organizacjach MCK bierze udział w kształtowaniu międzynarodowych regulacji prawnych w różnych dziedzinach kultury, zabiera głos w dyskusji nad fundamentalnymi zagadnieniami z zakresu dziedzictwa i jego ochrony, a także monitoruje stale powiększający się dorobek instytucji i organizacji kultury w zakresie prowadzonych badań i realizowanych projektów. MCK jest członkiem:
- Eurośródziemnomorskiej Fundacji Dialogu Kultury im. Anny Lindh
- European Network of Cultural Administration Training Centres
- Culture Action Europe (dawnej EFAH)
- Europa Nostra
- Culturelink Network – Network of Networks for Research and Co-operation in Cultural Development[1]
- RIHA – International Association of Research Institutes in the History of Art.

MCK prowadzi również środkowoeuropejski serwis internetowy o sztuce i dziedzictwie – Art Historian Information from Central Europe (AHICE).

## Publikacje
Wielokrotnie nagradzane za swoją wysoką jakość edytorską książki MCK (m.in. w konkursach Edycja czy Najpiękniejsze Książki Roku) stanowią wizytówkę instytucji. MCK wydaje albumy towarzyszące wystawom, prace naukowe z zakresu dziedzictwa (m.in. seria Biblioteka Europy Środka), publikacje towarzyszące konferencjom, a także eseistykę. Szczególne miejsce wśród wydawnictw zajmuje wydawana od 1993 r. seria poświęcona badaniom nad sztuką i dziedzictwem ziem wschodnich dawnej Rzeczypospolitej. Od 2010 MCK wydaje „Herito”, kwartalnik poświęcony szeroko pojętemu dziedzictwu Europy Środkowej.
Publikacje MCK dostępne są w księgarni zlokalizowanej w Galerii MCK oraz w sprzedaży wysyłkowej prowadzonej przez MCK księgarni internetowej.

## Biblioteka i Czytelnia Rolanda Bergera
Specjalistyczna Biblioteka gromadzi literaturę naukową krajową i zagraniczną poświęconą problematyce szeroko rozumianego dziedzictwa kulturowego i nowej filozofii jego zarządzania. Księgozbiór liczy ponad 21 000 woluminów i ok. 430 tytułów wydawnictw ciągłych i czasopism. Obejmuje  następujące dziedziny: historię i teorię kultury, etnografię i tożsamość Europy Środkowej, sztukę, architekturę i urbanistykę, literaturę dotyczącą mniejszości narodowych, dialogu międzykulturowego, zarządzania miastami historycznymi, ochrony zabytków i dziedzictwa kulturowego, relacje między kulturą a rozwojem. 
W Czytelni wyposażonej dzięki wsparciu firmy Roland Berger Strategy Consultants mieści się obecnie 12 multimedialnych stanowisk dla czytelników, gdzie można korzystać m.in. z czterech zagranicznych baz danych: JSTOR, CEEOL, E-brary i Humanities E-book. Bazy te umożliwiają dostęp do elektronicznych wersji pełnych tekstów artykułów z czasopism naukowych oraz do książek elektronicznych. Dzięki nim można dotrzeć do wartościowych materiałów, często niedostępnych w Polsce. Oferują dostęp do 16 800 tytułów książek oraz do artykułów opublikowanych na łamach 870 tytułów czasopism.

## Akademia Dziedzictwa
Studia podyplomowe Akademia Dziedzictwa zostały powołane w roku 2001 przez Międzynarodowe Centrum Kultury i Małopolską Szkołę Administracji Publicznej Uniwersytetu Ekonomicznego w Krakowie. 
Wykłady i seminaria obejmują zagadnienia ekonomiczne, prawne i społeczne, które tworzą podstawy nowoczesnej filozofii ochrony dziedzictwa. Słuchacze szkoleni są z zakresu metod ochrony dziedzictwa kulturowego i zarządzania jego zasobami. Częścią programu są warsztaty terenowe prowadzone przy obiektach zabytkowych, wyjazdowe seminaria poświęcone zarządzaniu instytucjami kultury oraz zarządzaniu obiektami dziedzictwa. Program studiów obejmuje dwa semestry zajęć i realizowany jest w następujących blokach tematycznych: teoria dziedzictwa kulturowego; prawne i finansowe aspekty ochrony dziedzictwa; historia kultury i sztuki; przemysły kultury i formy udostępniania dziedzictwa; marketing, promocja i komunikacja; samorząd terytorialny i planowanie przestrzenne.
Głównym adresatem programu są pracownicy służby ochrony zabytków oraz instytucji kultury. Kadrę naukową Akademii stanowią specjaliści z zakresu ochrony dziedzictwa oraz rewitalizacji zespołów zabytkowych, dyrektorzy, kuratorzy i konserwatorzy zespołów zabytkowych i kolekcji muzealnych. Z Akademią Dziedzictwa współpracują m.in.: prof. Wojciech Bałus, prof. Jerzy Hausner, Paweł Jaskanis, prof. Andrzej Rottermund, prof. Bogusław Szmygin.
W 2012 r. zainaugurowana została VII edycja Akademii Dziedzictwa, w ramach której studia podjęło 27 osób.

## Thesaurus Poloniae
Thesaurus Poloniae to trzymiesięczny program stypendialny Ministra Kultury i Dziedzictwa Narodowego RP, którego organizatorem jest Międzynarodowe Centrum Kultury. Program istnieje od 2009 r. Do 2013 r. odbyło się 9 edycji, w których wzięło 44 naukowców z 24 krajów (Armenia, Azerbejdżan, Białoruś, Chiny, Czechy, Francja, Gruzja, Hiszpania, Iran, Japonia, Kanada, Mołdawia, Niemcy, Rosja, Rumunia, Serbia, Słowacja, Ukraina, USA, Węgry, Wielka Brytania, Włochy, Litwa, Belgia). Program adresowany jest do zagranicznych naukowców, prowadzących badania poświęcone kulturze, historii i wielokulturowemu dziedzictwu Polski i Europy Środkowej. W programie stypendialnym udział mogą wziąć zarówno naukowcy zajmujący się zarządzaniem i ochroną dziedzictwa kulturowego, jak i teoretycznymi badaniami z zakresu historii, socjologii, etnografii, antropologii itp. Thesaurus Poloniae realizowany jest w dwóch kategoriach: Program Senior dla  profesorów i wykładowców akademickich posiadających tytuł doktora oraz Program Junior dla doktorantów. 

## „Kamienica Pod Krukami”
Siedzibą MCK jest „Kamienica Pod Krukami” przy Rynku Głównym 25, która od wieków jest świadkiem najważniejszych wydarzeń rozgrywających się w centrum Krakowa. Z okien, z których rozpościera się widok na renesansowe Sukiennice i gotycką wieżę ratuszową, śledzić można było hołd pruski 1525, insurekcję kościuszkowską (1794), kondukt pogrzebowy Józefa Piłsudskiego (1935), ingresy monarsze, hołdy składane królom, festyny, parady, wiece, ceremonie państwowe, ale także zamieszki, demonstracje i rewolucje (1846, Wiosna Ludów w 1848 czy stan wojenny). Sama kamienica na przestrzeni wieków była pałacem arystokratycznym, krakowskim salonem towarzyskim, siedzibą starosty, bankiem, siedzibą NSDAP na Generalne Gubernatorstwo, a następnie Komitetu Polskiej Partii Robotniczej, siedzibą wydawnictwa, szkoły tańca, księgarni, a od 1991 r. stanowi siedzibę i wizytówkę MCK.
Historia kamienicy „Pod Krukami” sięga czasów lokacji Krakowa na prawie magdeburskim z 1257 r., chociaż jej dzisiejszy kształt pochodzi z wieku XIX, kiedy połączono w całość dwie średniowieczne kamienice. Najwcześniejszą fazę istnienia kamienicy reprezentuje labirynt gotyckich piwnic, a okres renesansu – zachowany drewniany strop holu wejściowego oraz toskańska kolumna na pierwszym piętrze. We wrześniu 1880 r., w czasie, kiedy w kamienicy mieścił się Bank Galicyjski dla Handlu i Przemysłu, została – jako pierwszy budynek w Krakowie – oświetlona światłem elektrycznym. Podczas drugiej wojny światowej w ramach przystosowywania budynku dla potrzeb NSDAP zabudowano podwórko, tworząc salę konferencyjną oraz nadbudowano czwarte piętro oficyny. Renesans kamienicy „Pod Krukami” rozpoczął się w latach 90., gdy jako siedziba MCK poddana została dwuetapowej przebudowie według projektu krakowskiego architekta, Romualda Loeglera. W latach 1998–2005 przebudowano i zmodernizowano budynek frontowy, w tym znajdującą się na pierwszym piętrze Galerię, która została wyposażona w nowoczesną infrastrukturę techniczną oraz stworzono nowoczesny kompleks konferencyjny „Pod Krukami”. W latach 2006–2008 na potrzeby MCK zaadaptowano budynek oficyny, który otrzymał przykrytą szklanym dachem Salę Panoramiczną z malowniczym tarasem widokowym, a na dachu sali konferencyjnej zbudowano przeszklone Patio, które pozwoliło na powiększenie zespołu konferencyjnego i uzyskanie dodatkowej przestrzeni wystawienniczej.